# İsmet
İsmet ist ein Vorname.

## Herkunft und Bedeutung
İsmet ist ein türkischer männlicher und weiblicher Vorname arabischer Herkunft. Der Name ist eine türkische Form des arabischen männlichen und weiblichen Vornamens Ismat (arabisch عصمة, DMG ʿIṣma). Im albanischen und bosnischen Sprachraum kommt als männlicher Vorname auch die Form Ismet vor. Eine kurdische Form des Namens ist Îsmet. Der Name hat die Bedeutung „(seelische) Reinheit, Tugend, Unschuld“, auch „Rechtschaffenheit, Aufrichtigkeit, Ehre“.

## Namensträger

### Form İsmet (männlich)
- İsmet Atlı (1931–2014), türkischer Ringer
- İsmet Elçi (* 1964), deutsch-türkischer Schriftsteller und Regisseur
- İsmet Kaya Erdem (* 1928), türkischer Politiker
- İsmet Zeki Eyüboğlu (1925–2003), türkischer Forscher, Übersetzer und Autor
- İsmet Giritli (1924–2007), türkischer Jurist, Politiker und Autor
- İsmet Gökseloğlu (* 1994), türkischer Fußballspieler
- İsmet İnönü (1884–1973), hochrangiger türkischer Politiker
- İsmet Kavuştu (* 1994), türkischer Fußballspieler
- İsmet Özel (* 1944), türkischer Dichter und Essayist
- İsmet Sezgin (1928–2016), türkischer Politiker
- İsmet Yılmaz (* 1961), türkischer Politiker

### Form İsmet (weiblich)
- İsmet Ergün (* 1950), türkische Malerin und Bühnenbildnerin
- İsmet Kür (1916–2013), türkische Schriftstellerin

### Form Îsmet
- Îsmet Şerîf Wanlî (1924–2011), kurdischer Jurist, Historiker und Autor

### Form Ismet
- Ismet Beqiri (* 1964), albanischer Jurist und Politiker aus dem Kosovo

### Form Ismat (männlich)
- Ismat T. Kittani (1929–2001), irakischer Diplomat
- Ismat Abdal Maguid (1923–2013), ägyptischer Diplomat